# Günther Fleckenstein
Günther Fleckenstein (* 13. Januar 1924 in Mainz; † 17. Januar 2020 in Hamburg) war ein deutscher Theaterregisseur, Dramaturg und Theaterintendant.

## Leben und Wirken

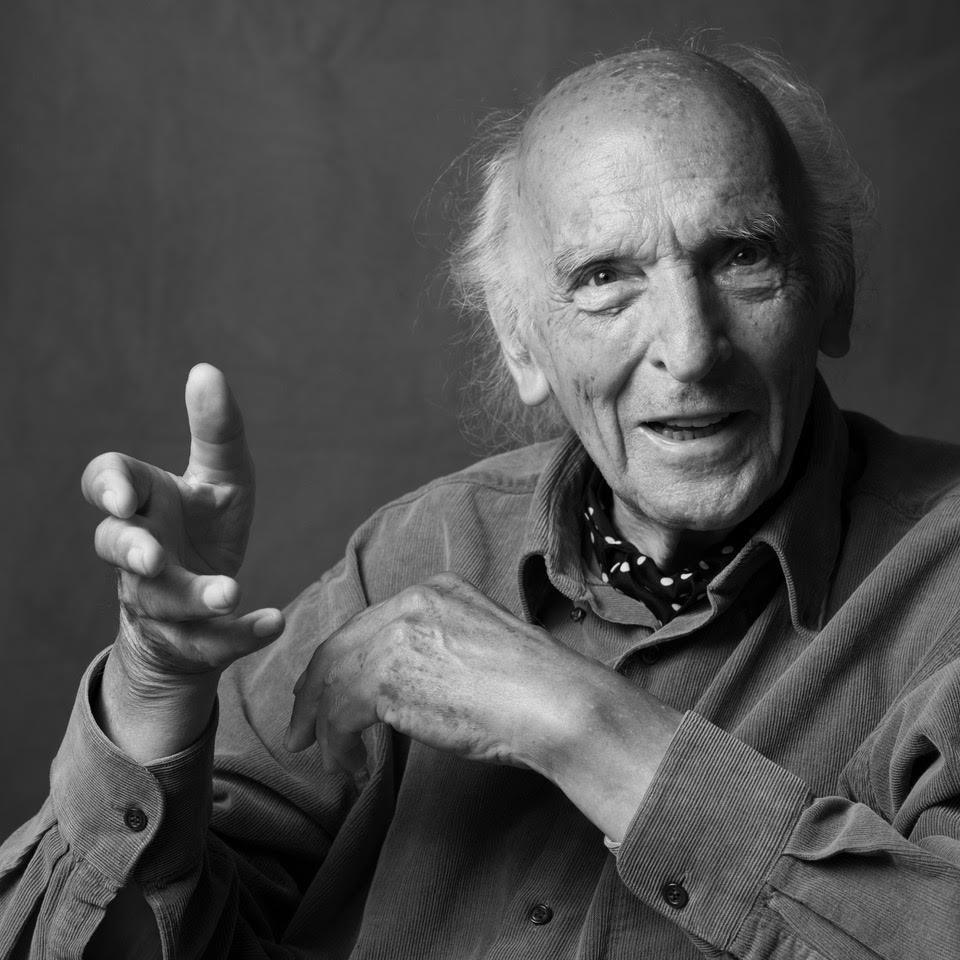
Günther Fleckenstein im Jahre 2017

Fleckenstein legte 1941 sein Abitur am Gymnasium am Kurfürstlichen Schloss ab. Er entzog sich der Hitlerjugend, sah sich daher im Mai 1942 gezwungen, sich kriegsfreiwillig zu melden, und wurde als Funker in Nordnorwegen eingesetzt. 1945 kam er als Kriegsgefangener in verschiedene Lager in der Französischen Besatzungszone, wobei er im Dépôt secondaire 231/B in Singen/Hohentwiel unter dem Kommandanten de Ligny zum "Chef de groupe" eines Variété-Ensembles wurde und auch den Bau der Theresienkapelle miterlebte. Nach seiner Entlassung aus der Kriegsgefangenschaft studierte er Philosophie und Theaterwissenschaft unter anderem an der Universität Mainz. 1948 bis 1949 war er Regieassistent und stellvertretender Dramaturg an den Kammerspielen Mainz. 1949 führte er dort bei Draußen vor der Tür erstmals selbst Regie. Von 1951 bis 1954 war er Spielleiter am Mainzer Schauspiel sowie Hilfsspielleiter der Oper und Operette am Großen Haus. Weitere Stationen als Regisseur waren Ulm (1954), Gelsenkirchen (1955) und Essen (1956). Anschließend arbeitete er als Oberspielleiter in Münster, bevor er 1959 als Regisseur an das Landestheater Hannover wechselte, wo er 1962 zum Oberspielleiter aufstieg. Bekannt machten ihn dort unter anderem seine Interpretationen von Die letzten Tage der Menschheit und Mutter Courage. 
1966/67 übernahm er als Nachfolger von Heinz Hilpert die Leitung des Deutschen Theaters Göttingen. Dort inszenierte er unter anderem einen umfangreichen Antiken-Zyklus mit sieben Komödien von Aristophanes, ferner viele Stücke von Carl Zuckmayer und neuen Autoren. Er übernahm Uraufführungen mehrerer Stücke von Peter Hacks (u. a. Amphitryon, 1969) sowie Die Überlebenden von Renke Korn (1967), Agent Etzel von Wolfgang Deichsel (1968), Juristen von Rolf Hochhuth (1980) und Laokoon von Stefan Schütz (1983).
Nachdrücklich setzte er sich für polnische Autoren ein. Von 1976 bis 1981 war er außerdem Intendant der Bad Hersfelder Festspiele und gab an verschiedenen Bühnen Gastinszenierungen. 1986 verabschiedete Fleckenstein sich in Göttingen mit Paul Claudels Der seidene Schuh.
Fleckenstein ließ sich in Germering nieder und inszenierte gelegentlich für Tourneetheater und Festspiele, so 1995 Zuckmayers Der Rattenfänger in Bad Hersfeld und 1997 Anouilhs Becket oder die Ehre Gottes bei den Luisenburg-Festspielen.
Fleckenstein adaptierte mehrere Werke für die Bühne, darunter Das Spiel ist aus von Jean-Paul Sartre (Uraufführung 1958) und Der Großtyrann und das Gericht von Werner Bergengruen (Uraufführung 1962, danach 1966 auch als Film.)
Noch 2010 inszenierte der 86-jährige Fleckenstein im Göttinger Kulturhaus Apex. Er starb im Januar 2020 im Alter von 96 Jahren in Hamburg.

## Auszeichnungen
- 1979: Carl-Zuckmayer-Medaille
- 1984: Ehrenmedaille der Stadt Göttingen
- 1986: Mérite pour Faveur de la Culture Polonaise (polnischer Kulturpreis)
- 1986: Verdienstkreuz am Bande des Niedersächsischen Verdienstordens
- 1994: Verdienstorden des Landes Rheinland-Pfalz
- 1996: Walter-Kolbenhoff-Preis[4]